# Vanderhorstia hiramatsui
Vanderhorstia hiramatsui är en fiskart som beskrevs av Iwata, Shibukawa och Ohnishi 2007. Vanderhorstia hiramatsui ingår i släktet Vanderhorstia och familjen smörbultsfiskar. Inga underarter finns listade i Catalogue of Life.